# Charles Rouvier
Pour les articles homonymes, voir Rouvier.
Charles Rouvier, de son nom complet Charles Urbain Jules Joseph Rouvier, né le 12 juillet 1849 à Largentière et mort le 31 mars 1915 à Paris, est un diplomate et fonctionnaire de l'administration coloniale française.

## Débuts dans la carrière diplomatique
Né en 1849 en Ardèche, Charles Rouvier est titulaire d'une licence en droit. À 21 ans, il s'engage dans la garde nationale mobile de l'Ardèche (41e régiment d'infanterie provisoire) pendant la guerre franco-allemande de 1870. Sa conduite au combat lui vaut d'être fait chevalier de la Légion d'honneur le 5 mai 1871. Il retrouve la vie civile la même année et devient journaliste puis rédacteur à l'agence Havas. En 1878, c'est au titre de secrétaire particulier qu'il accompagne le ministre des Affaires étrangères Waddington au Congrès de Berlin. Entré au ministère des Affaires étrangères comme rédacteur au cabinet du ministre le 1er mai 1879, il est chargé du bureau de la presse dès le 1er novembre 1879.
Secrétaire d'ambassade de deuxième classe à Buenos Aires le 2 mars 1880, il est remarqué pour son pragmatisme et devient chargé d'affaires dès le 9 juin 1880. Déplacé à Rio de Janeiro comme secrétaire de première classe le 22 janvier 1881, il y retrouve un poste de chargé d'affaires le 15 octobre suivant. Après un passage en France, il retourne à Buenos Aires puis est nommé ministre plénipotentiaire de première classe le 6 janvier 1892. Un exposé sur les possibilités agricoles de l'Argentine attire l'attention du ministre qui le nomme résident général de France en Tunisie le 15 novembre 1892.

## Résident général de France en Tunisie
Le pays qu'il découvre est un pays en plein bouleversement dix ans après la conquête et l'instauration du protectorat français. Les problèmes administratifs, économiques et judiciaires sont en voie de résolution grâce aux réformes engagées par les prédécesseurs de Rouvier, Paul Cambon et Justin Massicault. Loin de remettre en cause les travaux de ces derniers, le nouveau résident général les poursuit dans le même esprit.
C'est dans le domaine agricole qu'il va utiliser l'expérience acquise en Argentine pour engager la réflexion sur le mode d'acquisition des terres pour les futurs colons français. Les nouveaux arrivants n'ont alors d'autre choix que d'acheter les terrains aux propriétaires tunisiens disposant de titres de propriété fiables, ce qui n'est guère courant. La première expérience de colonisation à grande échelle avait été lancée par le décret du 8 février 1892, qui lançait le recensement des terres dites « sialines » dans la région de Sfax. Le succès est immédiat : une grande partie des 113 000 hectares est vendue à des acquéreurs français qui réalisent des plantations d'oliviers suivant le contrat de mgharsa. Le travail de plantation et d'entretien est confié à un cultivateur tunisien qui reçoit la propriété de la moitié des terres lorsque les arbres entrent en production au bout de sept à huit années. Ainsi, plus de 25 000 Tunisiens accèdent à la propriété dans la région. Mais cette expérience n'est pas transposable au reste du pays ; 333 propriétaires tunisiens se partagent 4 323 963 hectares dont 119 seulement ont moins de cent hectares. C'est pourquoi seuls de grands groupes financiers ont suffisamment de fonds pour acheter des domaines sur lesquels ils préfèrent spéculer plutôt que les revendre aux acheteurs français intéressés par des surfaces exploitables. C'est alors que le tout nouveau directeur de l'agriculture, Paul Bourde, lui adresse un rapport sur les cultures fruitières, et en particulier la culture de l'olivier dans le centre de la Tunisie. Raconté par Christian Rendu dans le livre La Saga des pionniers, ce rapport propose de lancer un programme de « colonisation officielle » où le gouvernement du protectorat se chargerait d'acquérir de grandes surfaces avant de les revendre en petits lots avec des facilités de paiement aux colons français. Rallié à cette option, le résident général présente ce projet au gouvernement français. Elle sera adoptée et lancée par son successeur en 1897.

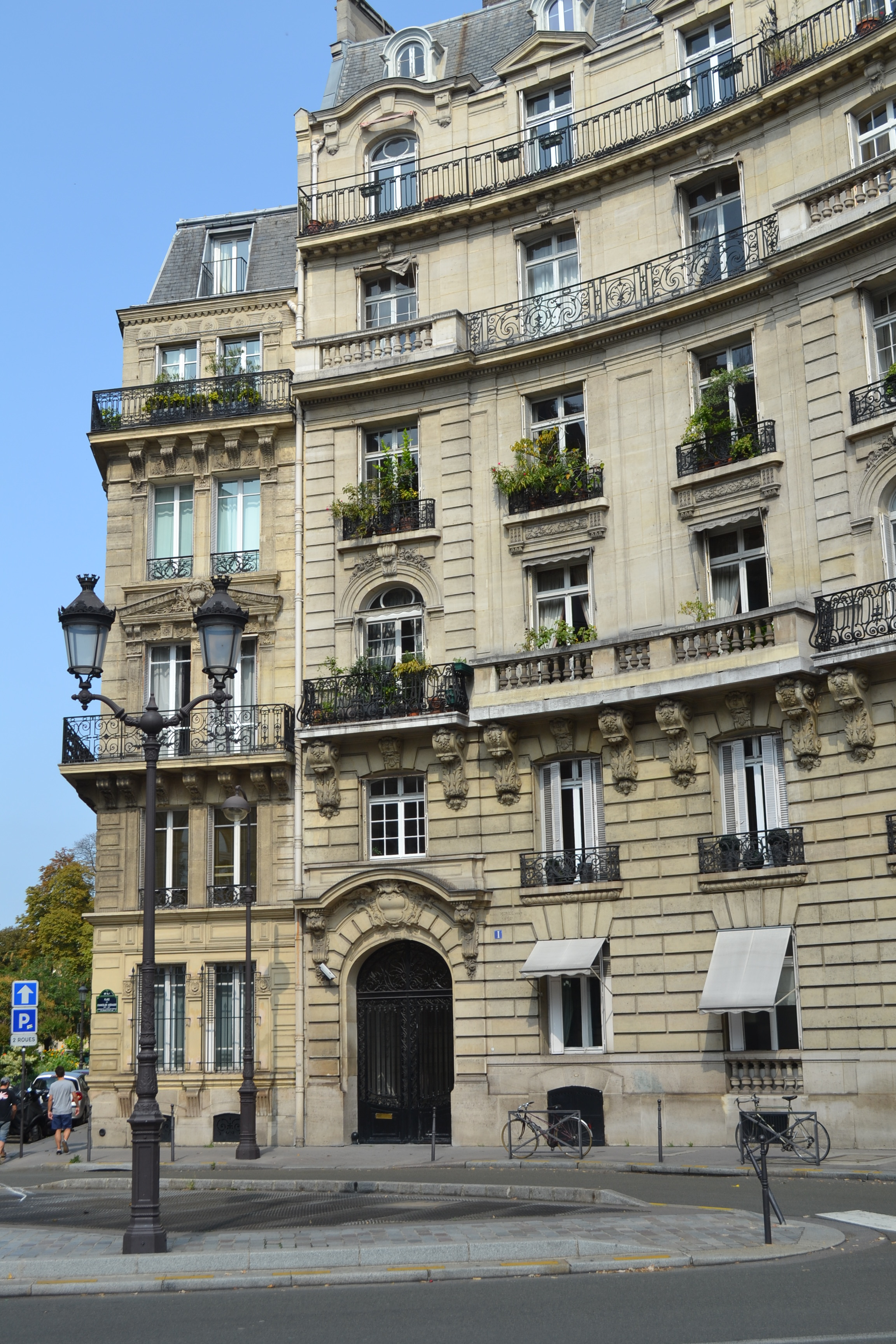
No 1, place du Chancelier-Adenauer (anciennement rond-point Bugeaud), dans le 16e arrondissement de Paris.

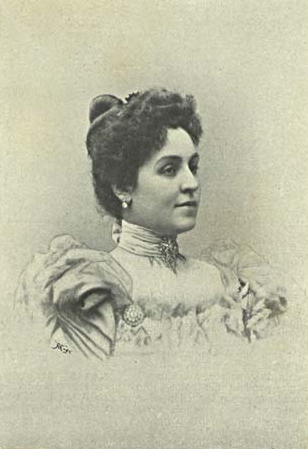
Épouse de Charles Rouvier, Mlle Achillopulos, vers 1905.

Il décide également d'encourager le développement des vignobles à l'exemple de ce qui se fait en Algérie. Mais pour cela, il est nécessaire d'adapter les procédures de vinification aux caractéristiques du pays. C'est pourquoi il contacte directement Louis Pasteur qui lui envoie son neveu Adrien Loir. Ce dernier prend la tête du laboratoire de vinification créé par le décret du 7 septembre 1893 et situé dans les dépendances du contrôle civil, place de l'École israélite. Le décret du 4 avril 1894 convertit cet établissement en laboratoire de vinification et de bactériologie auquel est annexé un institut pour le traitement antirabique qui deviendra l'Institut Pasteur de Tunis. 
La Tunisie est alors en plein chantier à la suite des nombreux travaux d'infrastructures lancés par les prédécesseurs de Rouvier. La construction du port de Tunis avait débuté en 1888 ; il est achevé et inauguré le 28 mai 1893 en présence du ministre des Travaux publics Jules Viette et du ministre de la Marine Henri Rieunier. Dans la foulée, le gouvernement du protectorat prend contact avec une entreprise française, Duparchy-Préault, pour ouvrir les chantiers des ports de Sousse et Sfax, indispensables pour assurer l'exportation des produits agricoles tunisiens et des phosphates dont l'extraction a commencé dans la région de Gafsa. Le décret du 1er juillet 1894 accorde la concession de ces trois ports à la Compagnie des ports de Tunis.
C'est également l'époque où le réseau ferré est en pleine expansion. La ligne Bizerte-Tunis est ouverte en 1892. Une convention est signée le 12 octobre 1892 avec la Compagnie des chemins de fer Bône-Guelma lui déléguant la construction et l'exploitation de la ligne Tunis-Sousse avec des embranchements vers la plaine d'El Fahs, Kairouan, Moknine et Nabeul ; elle est approuvée par décret beylical le 10 septembre 1894.

## Après la Tunisie
Le 27 septembre 1894, Rouvier quitte Tunis pour Stockholm en tant que ministre plénipotentiaire. Le 29 décembre 1897, il rejoint Lisbonne. Le 9 juin 1906, il est mis à la disposition du ministère des Affaires étrangères avec rang d'ambassadeur. Il meurt à Paris le 31 mars 1915 au numéro 1 du rond-point Bugeaud.

## Distinctions
- Grand officier de la Légion d'honneur (12 juin 1906)[12]

## Vie privée
Il épouse en 1890 Mlle Achillopulos, fille d'un grand banquier grec établi au Caire.